# Clemente Gracia
Josep Clemente Gracia Bosch, deportivamente conocido como Gracia (Barcelona, España, 5 de febrero de 1897 - id., 6 de marzo de 1981) fue un futbolista español. Jugaba como delantero y destacó como rematador de cabeza. Es el jugador del FC Barcelona que más goles ha conseguido en una temporada, gracias a los 59 tantos que marcó la campaña 1921/22; un récord anotador que, nueve décadas después, solo ha sido superado por Lionel Messi.

## Trayectoria
Inició su carrera en el Terrassa FC. La temporada 1917/18 fue el máximo goleador de un histórico equipo del RCD Español, que ganó invicto el Campeonato de Cataluña. En 1919, junto a Ricardo Zamora, dejó el club blanquiazul para incorporarse al FC Barcelona. Con Piera, Martínez, Alcántara y Sagi-Barba formó una de las consideradas mejores delanteras de la historia barcelonista.
Su mejor campaña fue 1921/22, en la que conquistó el Campeonato de Cataluña y la Copa del Rey, marcando uno de los cinco goles de su equipo en la final ante el Real Unión. Esa temporada fue el máximo realizador del equipo con 59 dianas (35 tantos en partidos amistosos, 19 en el Campeonato de Cataluña y 5 en el Campeonato de España) en 50 partidos, un récord que solo fue superado por Lionel Messi.
Jugó en el FC Barcelona cinco años, en los que logró cinco Campeonatos de Cataluña (1919, 1920, 1921,1922 y 1924) y dos Copas del Rey (1920 y 1992) que, hasta la creación de la Liga en 1929, era el principal torneo disputado en España. En total, anotó 161 tantos en 151 partidos con la escuadra azulgrana, un promedio anotador superior a un gol por partido. Tras abandonar el Barcelona en 1924, jugó en el Terrassa FC y el FC Martinenc. Profesionalmente, fue oficial de la Guardia Urbana de Barcelona.

## Selección nacional
En los años 1920 disputó varios encuentros con la selección de fútbol de Cataluña, con la que participó en la Copa Príncipe de Asturias de 1923.

## Clubes
| Club         | País   | Año       |
| ------------ | ------ | --------- |
| RCD Español  | España | 1917-1918 |
| FC Barcelona | España | 1919-1924 |
| Terrassa FC  | España | 1924      |
| FC Martinenc | España | 1926      |

## Palmarés

### Campeonatos nacionales
| Título       | Club         | País   | Año  |
| ------------ | ------------ | ------ | ---- |
| Copa del Rey | FC Barcelona | España | 1920 |
| Copa del Rey | FC Barcelona | España | 1922 |

### Campeonatos regionales
| Título                 | Club         | País   | Año  |
| ---------------------- | ------------ | ------ | ---- |
| Campeonato de Cataluña | FC Barcelona | España | 1919 |
| Campeonato de Cataluña | FC Barcelona | España | 1920 |
| Campeonato de Cataluña | FC Barcelona | España | 1921 |
| Campeonato de Cataluña | FC Barcelona | España | 1922 |
| Campeonato de Cataluña | FC Barcelona | España | 1924 |